# 复郢之战
复郢之战，公元前505年（周敬王十五年，鲁定公五年，楚昭王十一年，吴王阖闾十年），在吴楚交兵中，楚国和秦国联军击败吴国、收复郢都（今湖北省荆州市）的作战。
前506年，柏举之战吴国攻克楚国郢都，楚昭王逃到随国，派申包胥向秦国求援。秦哀公派子蒲、子虎率领战车五百辆以救援楚国。前505年六月，申包胥带着秦军到达，子蒲让楚军先和吴军作战，秦军在稷地（今河南省桐柏县）和吴军会合，在沂地（今河南省桐柏县）大败吴国大将夫概。吴军在柏举俘虏了楚国大将薳射，薳射的儿子率领溃逃的士兵跟随子西，在军祥地方（今湖北省随州市西）打败了吴军。同时，越国攻打吴国。七月，子期、子蒲灭亡了跟随吴国的唐国。九月，夫概回国，自立为王，因为和吴王阖闾作战，战败，逃亡到楚国，后来改为棠溪氏。吴军在雍澨（今湖北省京山县）打败楚军，秦军又打败了吴军。吴军驻扎在麇地，子期准备用火攻打吴军，子西以为父兄亲戚暴露尸骨，不能收敛又要烧掉。子期认为国将灭亡，死后如果有知，复国后他们能享有祭祀，哪怕烧掉尸骨。楚军放火焚烧吴军，又接着进攻，吴军败退，又在公婿之溪（今湖南省岳阳市东）作战，吴军大败，吴王阖闾撤军回国。楚昭王回到郢都。楚昭王赏赐了鬬辛、王孙由于、王孙圉、钟建、鬬巢、申包胥、王孙贾、宋木、鬬怀。前504年四月十五日，吴国的太子终累率军击败楚国的水军，俘虏了潘子臣、小惟子和七个大夫，子期的陆军在繁扬（今河南省新蔡县北）被吴国战败。楚昭王大为恐惧。令尹子西却认为这是改革弊政的时机。从这时开始把郢都迁到鄀地（今湖北省宜城市东南），改革政治，来安定楚国。